# دون‌بوری

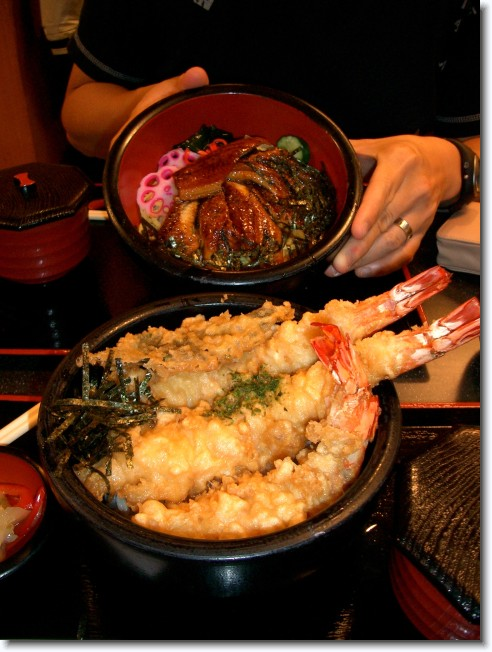
دو نوع دون بوری، عکس جلو تن‌دون (میگو و دیگر مواد دریایی) و عکس پشتی اونادون (مارماهی).

دُن‌بوری(donburi) (به ژاپنی: 丼 どんぶり) یک نوع سبک غذا در آشپزی ژاپنی است. معنای لغوی دُن در اصل کاسه است. دُن از فنجان چای سبز و کاسهٔ معمولی برنج بزرگ‌تراست. دُن‌بوری به کاسهٔ برنجی گفته می‌شود که در زیر آن گوهان (برنج ژاپنی پخته) و بر روی آن، ماهی، گوشت، سبزیجات، و موادغذایی دیگر قرار گرفته باشد. دُن‌بوری یکی از قدیمی‌ترین سبک‌های آشپزی ژاپنی به شمار می‌آید.       

## انواع دون‌بوری
- گیودون (گوشت گاو بر روی برنج)
- اویاکودون (گوشت مرغ بر روی برنج)
- کاتسودون (گوشت خوک بر روی برنج)
- کاره‌دون (خورش کاری بر روی برنج)
- تن‌دون (عمدتاً غذاهای دریایی بر روی برنج)
- اونادون (مارماهی بر روی برنج)
- تک‌کادون (تن ماهی خام بر روی برنج)